# Крампи, Пол
Пол Крампи (англ. Paul Krumpe; род. 4 марта 1963, Торранс, Калифорния) — американский футболист, защитник. Выступал за сборную США. Участник чемпионата мира 1990 года.

## Биография

### Университетский футбол
Обучаясь в Калифорнийском университете в Лос-Анджелесе, в 1982—1985 годах Крампи играл за университетскую футбольную команду. В сезоне 1985 помог «Ю-си-эл-эй Брюинз» выиграть чемпионат Национальной ассоциации студенческого спорта. Окончил Калифорнийский университет в Лос-Анджелесе в 1986 году, получив степень бакалавра наук в области аэрокосмической техники. Получил степень магистра образования в Университете штата Калифорния в Домингес-Хилсе.

### Клубная карьера
В 1986 году Крампи выступал за клуб «Голливуд Кикерз», ставший чемпионом Западного футбольного альянса.
2 июня 1986 года на драфте шоубольной лиги MISL Крампи был выбран в первом раунде под общим десятым номером командой «Чикаго Стинг». Провёл в команде два сезона.
В 1988—1989 годах выступал за клуб WSA «Лос-Анджелес Хит».
В 1990 году подписал контракт с клубом Американской профессиональной футбольной лиги «Реал Санта-Барбара».
В 1991 году выступал за другой клуб APSL «Колорадо Фоксес».

### Международная карьера
За сборную США Крампи выступал в 1986—1991 годах, сыграл 25 матчей и забил в них один мяч.
Участвовал в летних Олимпийских играх 1988 и Панамериканских играх 1987.
Был включён в состав сборной на чемпионат мира 1990 в Италии.
| Статистика | Статистика       | Статистика                                          | Статистика         | Статистика | Статистика | Статистика                                          |
| №          | Дата             | Место проведения                                    | Соперник           | Счёт       | Голы       | Соревнование                                        |
| ---------- | ---------------- | --------------------------------------------------- | ------------------ | ---------- | ---------- | --------------------------------------------------- |
| 1          | 5 февраля 1986   | «Оранж Боул», Майами, США                           | Канада             | 0:0        | —          | Турнир Майами                                       |
| 2          | 7 февраля 1986   | «Оранж Боул», Майами, США                           | Уругвай            | 1:1        | —          | Турнир Майами                                       |
| —          | 23 мая 1987      | Сент-Джонс, Канада                                  | Канада             | 0:2        | —          | Квалификация Предолимпийского турнира КОНКАКАФ 1988 |
| —          | 30 мая 1987      | Фентон, США                                         | Канада             | 3:0        | 2          | Квалификация Предолимпийского турнира КОНКАКАФ 1988 |
| —          | 9 августа 1987   | Индианаполис, США                                   | Тринидад и Тобаго  | 3:1        | —          | Панамериканские игры 1987                           |
| —          | 12 августа 1987  | Индианаполис, США                                   | Сальвадор          | 0:0        | —          | Панамериканские игры 1987                           |
| —          | 20 сентября 1987 | «Куинс Парк Овал», Порт-оф-Спейн, Тринидад и Тобаго | Тринидад и Тобаго  | 1:0        | —          | Предолимпийский турнир КОНКАКАФ 1988                |
| —          | 18 октября 1987  | Сан-Сальвадор, Сальвадор                            | Сальвадор          | 4:2        | —          | Предолимпийский турнир КОНКАКАФ 1988                |
| 3          | 14 мая 1988      | «Оранж Боул», Майами, США                           | Колумбия           | 0:2        | —          | Товарищеский матч                                   |
| —          | 25 мая 1988      | Индианаполис, США                                   | Сальвадор          | 4:1        | —          | Предолимпийский турнир КОНКАКАФ 1988                |
| 4          | 12 июня 1988     | Форт-Уэрт, США                                      | Эквадор            | 0:0        | —          | Товарищеский матч                                   |
| —          | 19 июня 1988     | Кванджу, Республика Корея                           | Нигерия XI         | 2:3        | —          | Неофициальный товарищеский матч                     |
| 5          | 13 июля 1988     | «Ветеранс Мемориэл Стэдиум», Нью-Бритен, США        | Польша             | 0:2        | —          | Товарищеский матч                                   |
| 6          | 13 августа 1988  | «Биг Арк Стэдиум», Сент-Луис, США                   | Ямайка             | 1:5        | 1          | Квалификация чемпионата наций КОНКАКАФ 1989         |
| —          | 18 сентября 1988 | Гражданский стадион, Тэгу, Республика Корея         | Аргентина          | 1:1        | —          | Летние Олимпийские игры 1988                        |
| —          | 20 сентября 1988 | «Пусан Кудок», Пусан, Республика Корея              | Республика Корея   | 0:0        | —          | Летние Олимпийские игры 1988                        |
| —          | 22 сентября 1988 | Гражданский стадион, Тэгу, Республика Корея         | СССР               | 2:4        | —          | Летние Олимпийские игры 1988                        |
| 7          | 14 ноября 1989   | Коко-Бич, США                                       | Бермудские Острова | 2:1        | —          | Товарищеский матч                                   |
| 8          | 19 ноября 1989   | «Куинс Парк Овал», Порт-оф-Спейн, Тринидад и Тобаго | Тринидад и Тобаго  | 1:0        | —          | Чемпионат наций КОНКАКАФ 1989                       |
| 9          | 2 февраля 1990   | «Оранж Боул», Майами, США                           | Коста-Рика         | 0:2        | —          | Турнир Майами                                       |
| 10         | 13 февраля 1990  | Национальный стадион, Гамильтон, Бермудские Острова | Бермудские Острова | 1:0        | —          | Товарищеский матч                                   |
| 11         | 24 февраля 1990  | «Стэнфорд Стэдиум», Пало-Алто, США                  | СССР               | 1:3        | —          | Товарищеский матч                                   |
| 12         | 10 марта 1990    | Тампа, США                                          | Финляндия          | 2:1        | —          | Товарищеский матч                                   |
| 13         | 20 марта 1990    | «Непштадион», Будапешт, Венгрия                     | Венгрия            | 0:2        | —          | Товарищеский матч                                   |
| 14         | 28 марта 1990    | «Спортфорум», Восточный Берлин, ГДР                 | ГДР                | 2:3        | —          | Товарищеский матч                                   |
| 15         | 8 апреля 1990    | «Биг Арк Стэдиум», Сент-Луис, США                   | Исландия           | 4:1        | —          | Товарищеский матч                                   |
| 16         | 30 мая 1990      | Эшен, Лихтенштейн                                   | Лихтенштейн        | 4:1        | —          | Товарищеский матч                                   |
| 17         | 28 июля 1990     | Милуоки, США                                        | ГДР (олимп.)       | 1:2        | —          | Товарищеский матч                                   |
| 18         | 15 сентября 1990 | Хай-Пойнт, США                                      | Тринидад и Тобаго  | 3:0        | —          | Товарищеский матч                                   |
| 19         | 10 октября 1990  | Стадион Войска Польского, Варшава, Польша           | Польша             | 3:2        | —          | Товарищеский матч                                   |
| 20         | 17 октября 1990  | «Максимир», Загреб, Хорватия                        | Хорватия           | 1:2        | —          | Товарищеский матч                                   |
| 21         | 18 ноября 1990   | Порт-оф-Спейн, Тринидад и Тобаго                    | Тринидад и Тобаго  | 0:0        | —          | Турнир Тринидада                                    |
| 22         | 21 ноября 1990   | Порт-оф-Спейн, Тринидад и Тобаго                    | СССР               | 0:0        | —          | Турнир Тринидада                                    |
| 23         | 21 февраля 1991  | Национальный стадион, Гамильтон, Бермудские Острова | Бермудские Острова | 0:1        | —          | Товарищеский матч                                   |
| 24         | 12 марта 1991    | «Лос-Анджелес Мемориэл Колизеум», Лос-Анджелес, США | Мексика            | 2:2        | —          | Кубок наций Северной Америки 1991                   |
| 25         | 16 марта 1991    | «Мёрдок Стэдиум», Торранс, США                      | Канада             | 2:0        | —          | Кубок наций Северной Америки 1991                   |
| —          | 7 апреля 1991    | Пхохан, Республика Корея                            | Республика Корея   | 0:2        | —          | Неофициальный товарищеский матч                     |

### Тренерская карьера
Осенью 1989 года, во время восстановления от травмы, полученной в сборной, входил в тренерский штаб женской футбольной команды Университета штата Калифорния в Домингес-Хилсе.
После завершения игровой карьеры, прежде чем заняться тренерской деятельностью, Крампи некоторое время работал инженером в аэрокосмической корпорации McDonnell Douglas.
В 1991—1995 годах тренировал футбольную команду старшей школы Уэст-Торранс, где учился сам.
В 1994 году также работал ассистентом тренера в футбольной команде колледжа Эль-Камино.
В 1995—1997 годах ассистировал главному тренеру футбольной команды Калифорнийского университета в Лос-Анджелесе.
2 апреля 1998 года Крампи был назначен главным тренером футбольной команды Университета Лойола Мэримаунт. Возглавлял «Лойола Мэримаунт Лайонз» в течение 24 сезонов. 10 марта 2022 года новым главным тренером «Лайонз» был назначен Кайл Шмид, Крампи остался в команде в качестве ассистента.
Крампи также руководит футбольной академией своего имени.

## Достижения
Командные
 «Голливуд Кикерз»
- Чемпион Западного футбольного альянса[англ.]: 1986